# Henning Bernhard Witter
Henning Bernhard Witter (* 7. April 1683 in Hildesheim; † 8. Mai 1715 ebenda) war ein deutscher lutherischer Theologe.
Witter besuchte das Hildesheimer Gymnasium Andreanum und studierte ab 1701 in Jena neben Theologie Philologie und Mathematik. Er bezog 1704 die Universität Helmstedt, wo er zum Magister artium bzw. Doktor der Philosophie promoviert wurde, und arbeitete dort bis 1706. Nach einer Studienreise in die Niederlande kehrte er in seine Heimatstadt Hildesheim zurück und wurde zum Pfarrer an St. Pauli gewählt. Nach dem Tod seines Vaters 1711 wurde er dessen Nachfolger an St. Georg.
Witter erkannte Anfang des 18. Jahrhunderts unterschiedliche Erzählstile innerhalb der mosaischen Schriften (Gen 1 und Gen 2). Die Veröffentlichung seines Genesis-Kommentars (Jura Israelitarum, Hildesheim 1711) löste erhebliche Kritik von Vertretern der traditionellen Bibelauslegung aus. Insbesondere mit Johann Hermann von Elswich kam es zu einer scharf geführten Kontroverse. Selbst Hermann von der Hardt, einer seiner Helmstedter Lehrer, der bestimmte Textpassagen der Genesis für unvereinbar mit der Autorschaft eines Einzelnen erklärte, unterstützte Witters These nicht. Sie stellte Moses als Autor gar nicht in Frage, sondern ging davon aus, dass Moses aus unterschiedlichen mündlichen Quellen schöpfte, als er die Genesis schrieb. Das allerdings galt als unvereinbar mit der lutherisch-orthodoxen Inspirationslehre. 
Witters eigentliche Leistung ist es, auf die Trennungsmerkmale der unterschiedlichen Erzählstile in der Genesis aufmerksam gemacht zu haben. Sie führte zu einer intensiven Textanalyse u. a. durch den französischen Arzt Jean Astruc, der schließlich sogar die Autorschaft von mindestens vier unterschiedlichen Autoren zu erkennen glaubte und Mose weniger als Autor denn als Redakteur, als Herausgeber unterschiedlicher Schöpfungsgeschichten ansah.